# Hanna Smólska
Hanna Smólska (ur. 16 kwietnia 1921 w Mińsku Mazowieckim, zm. 7 września 2018 w Warszawie) – polska aktorka teatralna.

## Życiorys

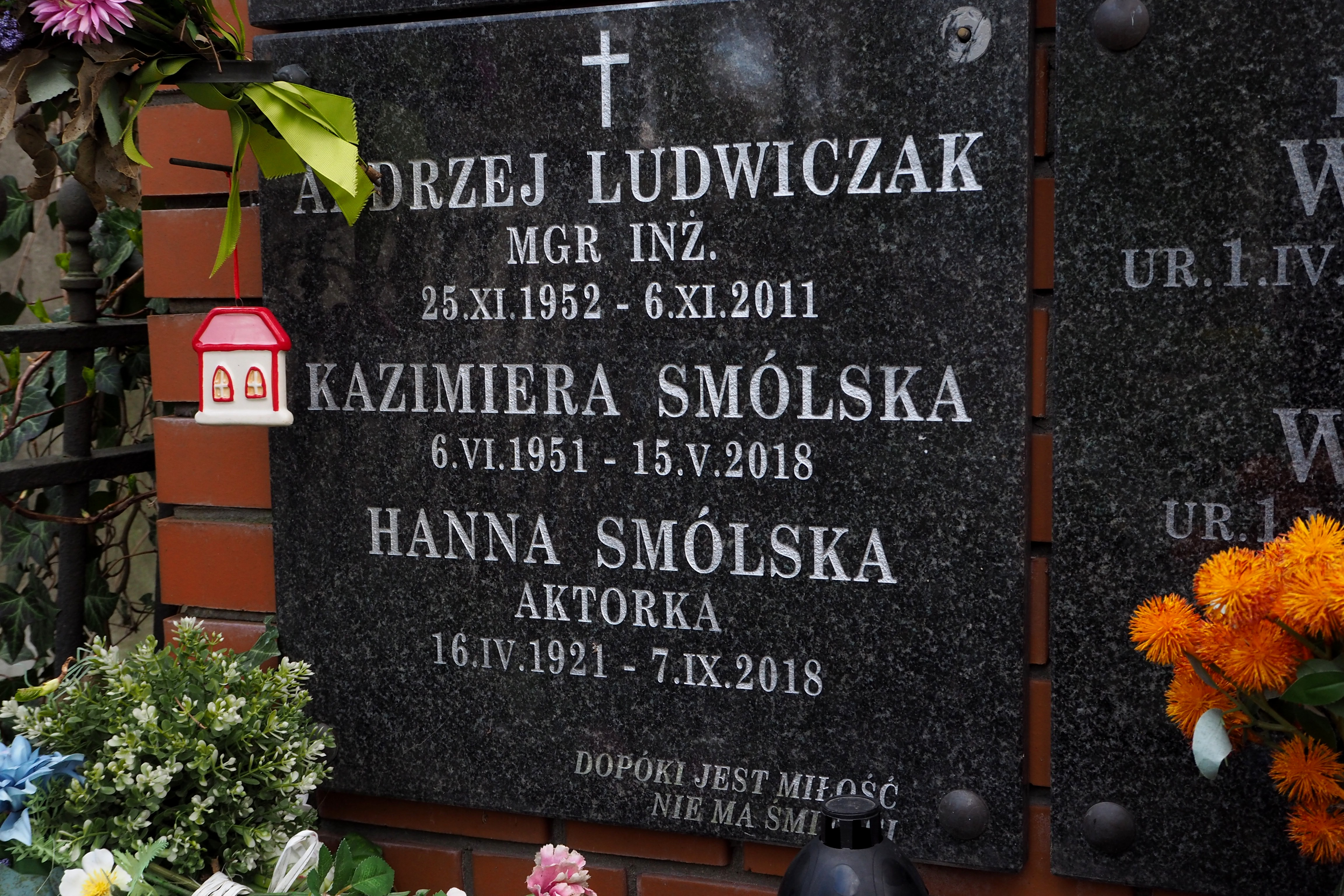
Grób aktorki Hanny Smólskiej na cmentarzu ewangelicko-augsburskim przy ul. Młynarskiej w Warszawie

Była córką Lecha Smólskiego – nauczyciela, porucznika rezerwy Wojska Polskiego i ofiary zbrodni katyńskiej. Jako aktorka teatralna debiutowała na deskach Teatrów Miejskich w Częstochowie, z którym to zespołem związana była w latach 1945–1949. W 1949 roku przeniosła się do Krakowa, gdzie najpierw występowała w tamtejszych Teatrach Dramatycznych (1949–1954), a następnie – aż do 1981 roku – na deskach Starego Teatru im. Heleny Modrzejewskiej. W Krakowie również zdała eksternistyczny egzamin aktorski (1953) oraz ukończyła historię sztuki na Uniwersytecie Jagiellońskim (1955). W latach 1956–1965 była inwigilowana przez Wojewódzki Urząd Spraw Wewnętrznych w Krakowie (akta IPN Kr 010/7484, kryptonim "Ekonomista").
Przez większość kariery zawodowej była związana przede wszystkim z teatrem. Epizodycznie grywała w serialach telewizyjnych: "Z biegiem lat, z biegiem dni..." (1980, odc. 1) oraz "Ucieczka z miejsc ukochanych" (1987, odc. 4,5). Brała także udział w kilku spektaklach Teatru Telewizji.

## Nagrody
W uznaniu swych zasług otrzymała Złotą Odznakę Miasta Krakowa (1967) oraz Odznakę „Honoris Gratia” (2011).